# Gerd Müller
Gerhard „Gerd” Müller (Nördlingen, 3. studenog 1945. – Wolfratshausen, 15. kolovoza 2021.) bio je njemački nogometaš i jedan od najefikasnijih napadača svih vremena.
S rekordnih 68 golova u 62 reprezentativne utakmice, s 365 golova u 427 bundesligaških utakmica i 68 golova u 74 europskih utakmica, Gerd Müller bio je jedan od najboljih strijelaca u povijesti nogometa. Müller je imao nadimke poput "Bomber der Nation" ("bombaš nacije") i "kleines dickes Müller" ("mali, tanki Müller", pravopisno pogrešno).
Godine 1970., Gerd Müller postao je europski nogometaš godine zbog uspjeha s Bayern Münchenom i zbog postizanja 10 pogodaka na Svjetskom prvenstvu 1970. Müller je treći najbolji strijelac Svjetskih prvenstava, iza Ronalda i Miroslava Klosea.

## Priznanja

### Individualna
- Europski nogometaš godine: 1970.[1]
- Njemački igrač godine: 1967., 1969.[2]
- Najbolji igrač u 40 godina Bundeslige (1963. – 2003.)[3]
- Član kickerove momčadi sezone Bundeslige: 1968./69., 1969./70., 1971./72., 1972./73.[4][5][6][7]
- Najbolji strijelac Bundeslige: 1967., 1969., 1970., 1972., 1973., 1974., 1978.[8]
- Najbolji europski strijelac: 1970., 1972.[9]
- Najbolji strijelac Svjetskog prvenstva: 1970.[8]
- Brončana lopta Svjetskog prvenstva: 1970.[10]
- Najbolji strijelac Europskog prvenstva: 1972.
- Najbolji strijelac Europskog prvenstva: 1972.[8]
- Član momčadi natjecanja Europskog prvenstva: 1972.[11]
- Najbolji strijelac Kupa prvaka: 1973., 1974., 1975., 1977.[12]
- FIFA 100: 2004.[8]
- Golden Foot: 2007. (kao nogometna legija)[13]
- Član najbolje momčadi Bayern Münchena svih vremena[14]

### Klupska
Bayern München
- Bundesliga: 1968./69., 1971./72., 1972./73., 1973./74.
- DFB-Pokal: 1966., 1967., 1969., 1971.
- Kup prvaka: 1973./74., 1974./75., 1975./76.
- Interkontinentalni kup: 1976.
- Kup pobjednika kupova: 1966./67.

### Reprezentativna
Zapadna Njemačka
- Europsko prvenstvo: 1972.
- Svjetsko prvenstvo: 1974.

## Vanjske poveznice
- Statistika na Fussballdaten.de (njem.)
- Portret Gerda Müllera  Arhivirana inačica izvorne stranice od 16. listopada 2007. (Wayback Machine), FIFA.com
- Statistika na RSSSF.com (engl.)